# 乙酰氯
乙酰氯是乙酸衍生出的酰氯，分子式为CH3COCl，结构如右图所示。标准状态下，乙酰氯是无色澄清液体，在潮湿空气中发烟。乙酰氯与水反应，生成乙酸和氯化氢，因此乙酰氯不会存在于自然界中。它可由亚硫酰氯氯化乙酸制得：
CH3COOH + O=SCl2 → CH3COCl + SO2 + HCl
乙酰氯是常用的乙酰化试剂，常被用在酯化反应和傅-克酰基化反应中：
CH3COCl + HOC2H5 → CH3COOC2H5 + HCl
这类酰基化反应经常在碱，如吡啶、三乙胺或DMAP存在下进行，作为催化剂以及中和生成的HCl。
乙酰化是将乙酰基通过酰基化反应引入到反应物中的过程，常用的乙酰化试剂有乙酰氯和乙酸酐。乙酰基则是化学式为-C(=O)-CH3的基团。

## 另見
- 酰卤